# Малі Укроповичі
Малі Укроповичі (біл. вёска Малыя Укроповічы) —  село в складі Логойського району Мінської області, Білорусь. Село підпорядковане Гайнинській сільській раді і розташоване в північній частині області.